# Graben-Neudorf
Graben-Neudorf é um município da Alemanha, no distrito de Karlsruhe, na região administrativa de Karlsruhe, estado de Baden-Württemberg.

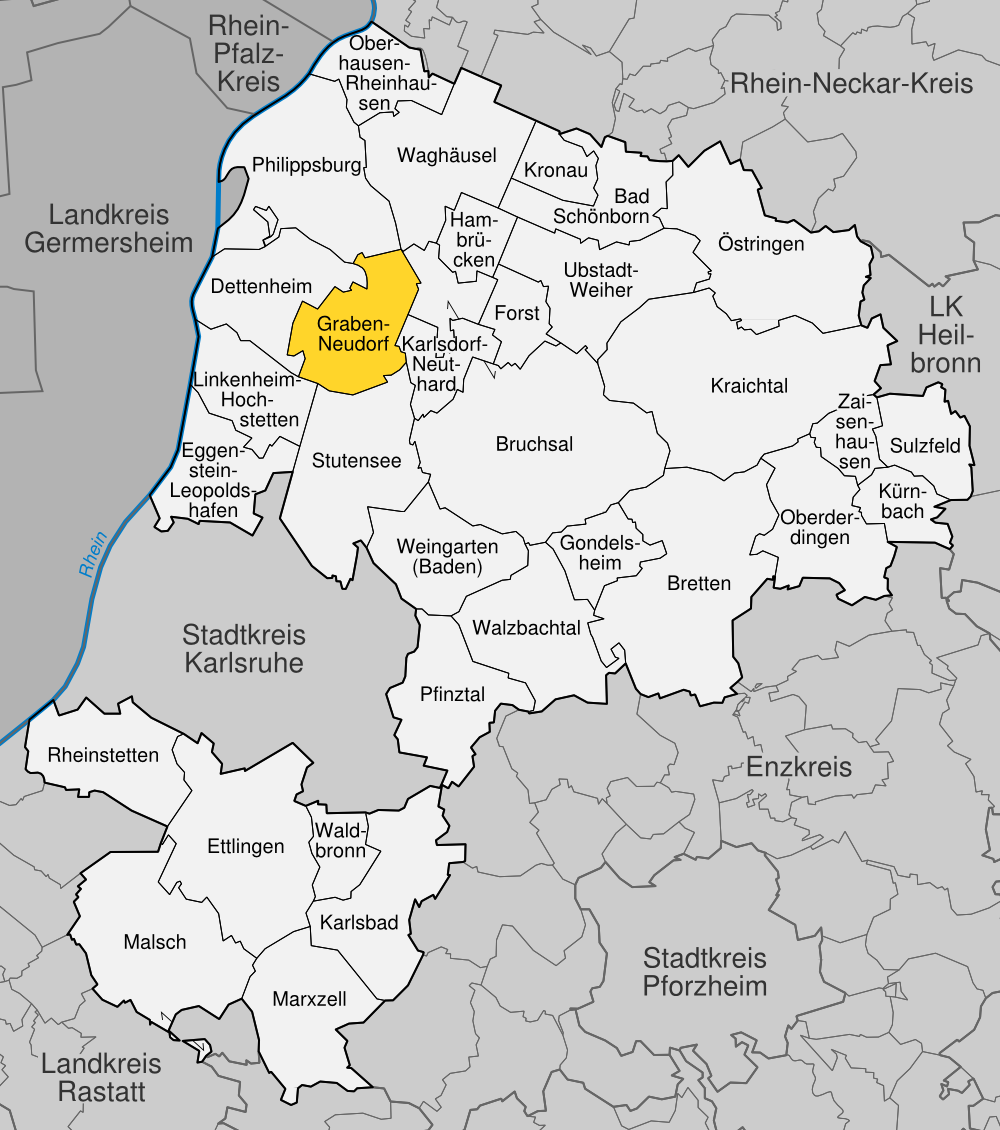
Graben-Neudorf no distrito de Karlsruhe